# Coscaronia antennalis
Coscaronia antennalis là một loài ruồi trong họ Tachinidae.